# Nemesis robusta
A Nemesis robusta az állkapcsilábas rákok (Maxillopoda) osztályának a Siphonostomatoida rendjébe, ezen belül az Eudactylinidae családjába tartozó faj.

## Tudnivalók
Tengeri élőlény, mely a Csendes-óceán délnyugati részén, valamint az Észak-Atlanti-óceánban található meg. Új-Zéland, Kanada keleti partján és Európa tengervizeiben lelhető fel. Mint sok más rokona, a Nemesis robusta is élősködő életmódot folytat. A gazdaállatai a következők: rókacápa (Alopias vulpinus), Carcharhinus isodon, szürke szirtcápa (Carcharhinus amblyrhynchos), fonócápa (Carcharhinus brevipinna), bikacápa (Carcharhinus leucas), feketevégű cápa (Carcharhinus limbatus), sötétcápa (Carcharhinus obscurus), homokpadi cápa (Carcharhinus plumbeus), tigriscápa (Galeocerdo cuvier), citromcápa (Negaprion brevirostris), kékcápa (Prionace glauca), csipkés pörölycápa (Sphyrna lewini), nagy pörölycápa (Sphyrna mokarran), kerekfejű pörölycápa (Sphyrna tiburo), közönséges pörölycápa (Sphyrna zygaena), homoki tigriscápa (Carcharias taurus), fehér cápa (Carcharodon carcharias), heringcápa (Lamna nasus), hatkopoltyús szürkecápa (Hexanchus griseus), Mustelus asterias, nyestcápa (Mustelus canis), csillagos cápa (Mustelus mustelus), Mustelus punctulatus, atlanti hegyesorrú cápa (Rhizoprionodon terraenovae), Dasyatis centroura, közönséges mérgesrája (Dasyatis pastinaca), Dipturus batis és Dipturus oxyrinchus.